# Burg Hölnstein
Die Burg Hölnstein, auch Holstein genannt, ist die Ruine einer Spornburg auf einem 817,8 m ü. NHN hohen Felsen ostwärts oberhalb von Stetten unter Holstein, einem Stadtteil von Burladingen im Zollernalbkreis in Baden-Württemberg.

## Geschichte
Vermutlich wurde die Burg um 1275 von den Herren von Hölnstein erbaut, wurde ab 1388 in Teilen immer wieder verkauft, so erwarb sie, – zumindest teilweise – 1404 Heinrich von Killer zu Ringingen, 1431 ist die Burg von Renhard Nerer, Schwiegersohn des Konrad von Hölnstein, bewohnt. 1474 wurde die gesamte Burg an Graf Jobst Nikolaus I. von Zollern verkauft. Graf Eitel Friedrich von Zollern ließ 1585 „den Turm auf dem Burgstall bei Stetten“ abbrechen. 1985 wurde die Ruine von der Stadt Burladingen instand gesetzt.

## Beschreibung
Die ehemalige Burganlage mit Vorbefestigung, geschützt durch eine östliche und südliche Mauer mit Gräben, hatte eine große und kleine Höhle sowie eine Durchgangshöhle und verfügte über einen Wohnturm mit Gewölbekeller, Burghof und Gebäuden. Von der Anlage sind noch umfangreiche Ring- und Gebäudemauerreste erhalten.

## Literatur

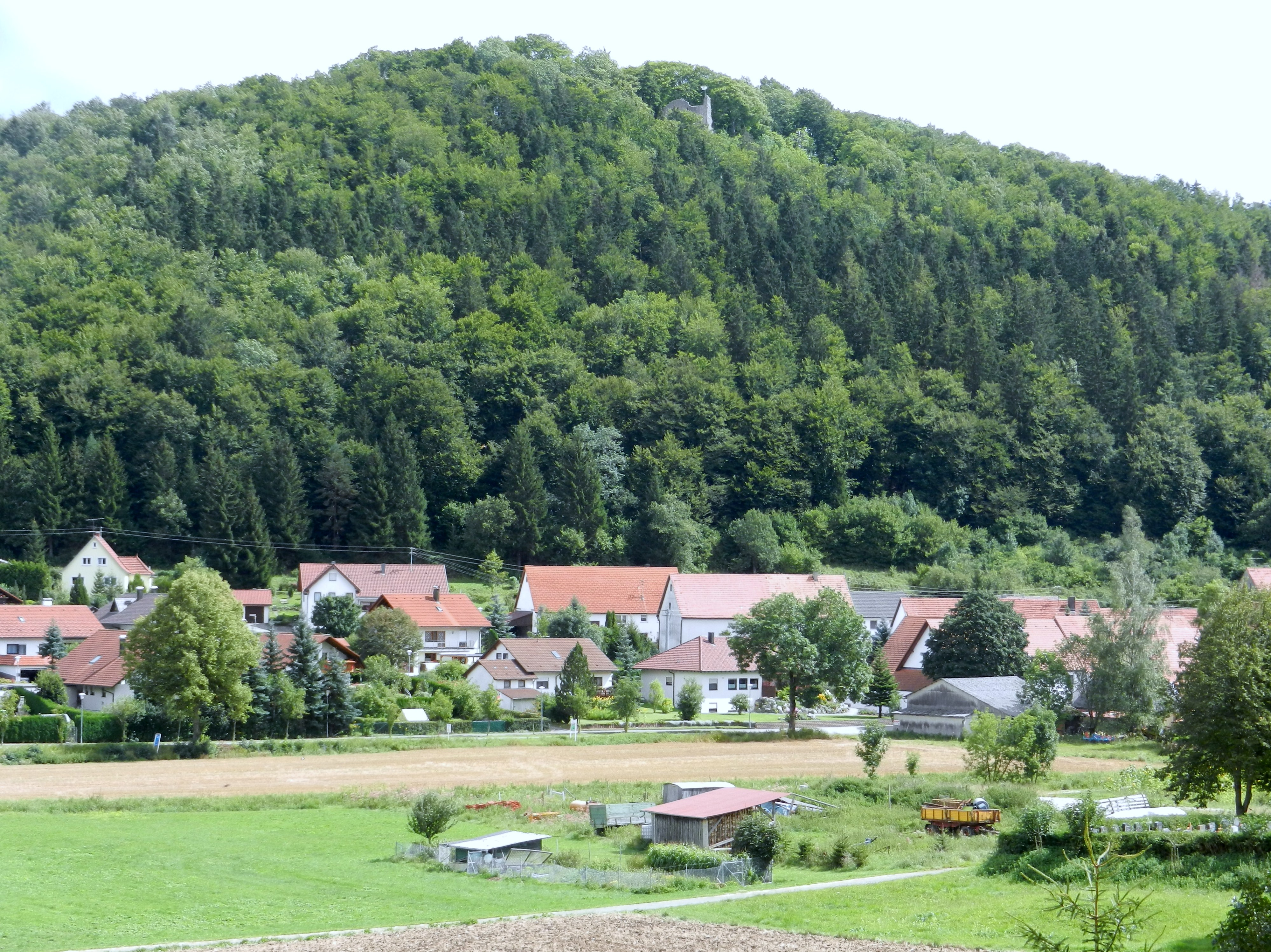
Lage über dem Dorf